# Ульрісегамн
Ульрісегамн (швед. Ulricehamn) — містечко (tätort, міське поселення) у центральній Швеції в лені Вестра-Йоталанд. Адміністративний центр комуни  Ульрісегамн.

## Географія
Містечко знаходиться у південно-східній частині лена Вестра-Йоталанд за 376 км на південний захід від Стокгольма.

## Історія
Поселення спочатку називалося Богесунд і мало міські права ще з XV століття. У 1741 році його перейменували на Ульрісегамн на честь королеви Ульріки Елеонори. Місто зазнало значних руйнувань від пожежі в 1788 році.
У ХІХ столітті тут почали працювати кілька текстильних підприємств. Значення міста як центру торгівлі зросло разом із прокладенням 1874 року залізниці.

## Герб міста
Від XV століття місто Богесунд використовувало герб з літерою «В» під короною. Після зміни назви 1741 року на Ульрісегамн на честь королеви Ульріки Елеонори символ у гербі помінявся на літеру «U». Сучасний дизайн герба міста Ульрісегамн отримав королівське затвердження 1949 року.
Герб: у синьому полі, всипаному золотими конюшиновими трилисниками, такий же сигль «U» під закритою короною.
Сюжет герба походить з міських печаток XVIII століття і представляє монограму королеви королеви Ульріки Елеонори.
Після адміністративно-територіальної реформи, проведеної в Швеції на початку 1970-х років, муніципальні герби стали використовуватися лишень комунами. Цей герб був 1971 року перебраний для нової комуни Ульрісегамн. 

## Населення
Населення становить 11 219 мешканців (2018). 

## Спорт
У поселенні базується футбольний клуб Ульрісегамнс ІФК та інші спортивні організації. 

## Галерея

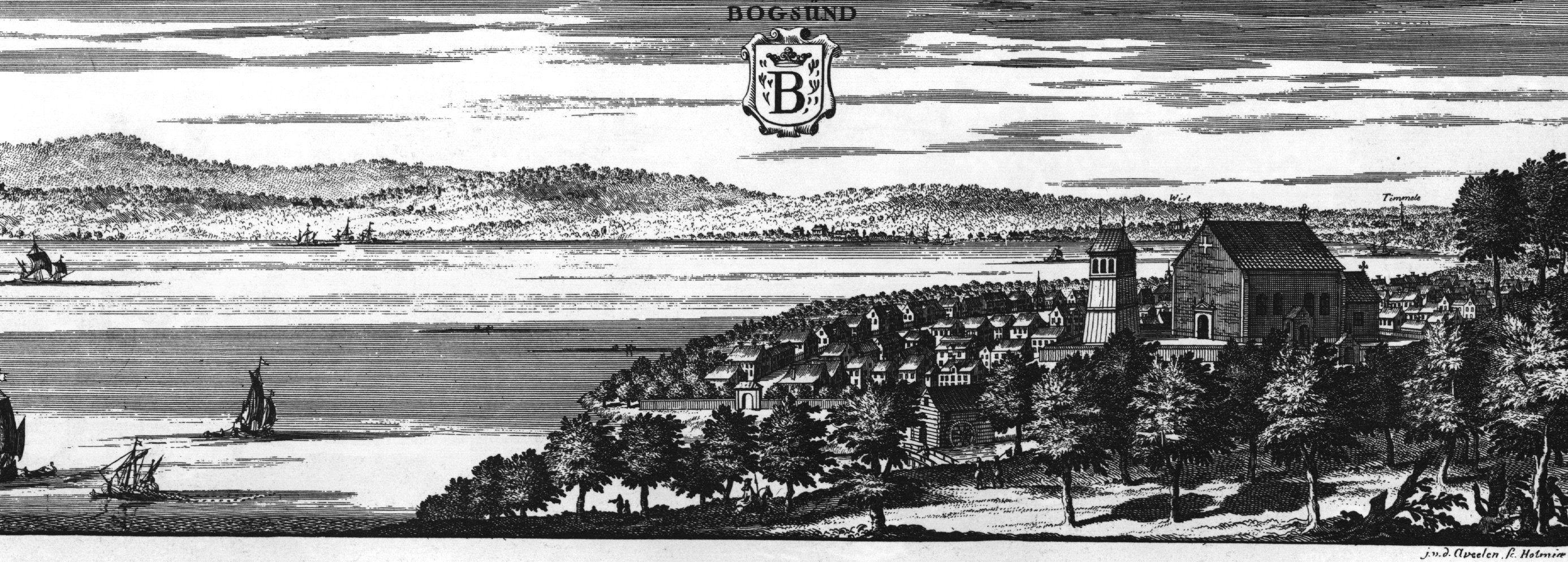
Гравюра з панорамою міста Ульрісегамн (біля 1700 р.)

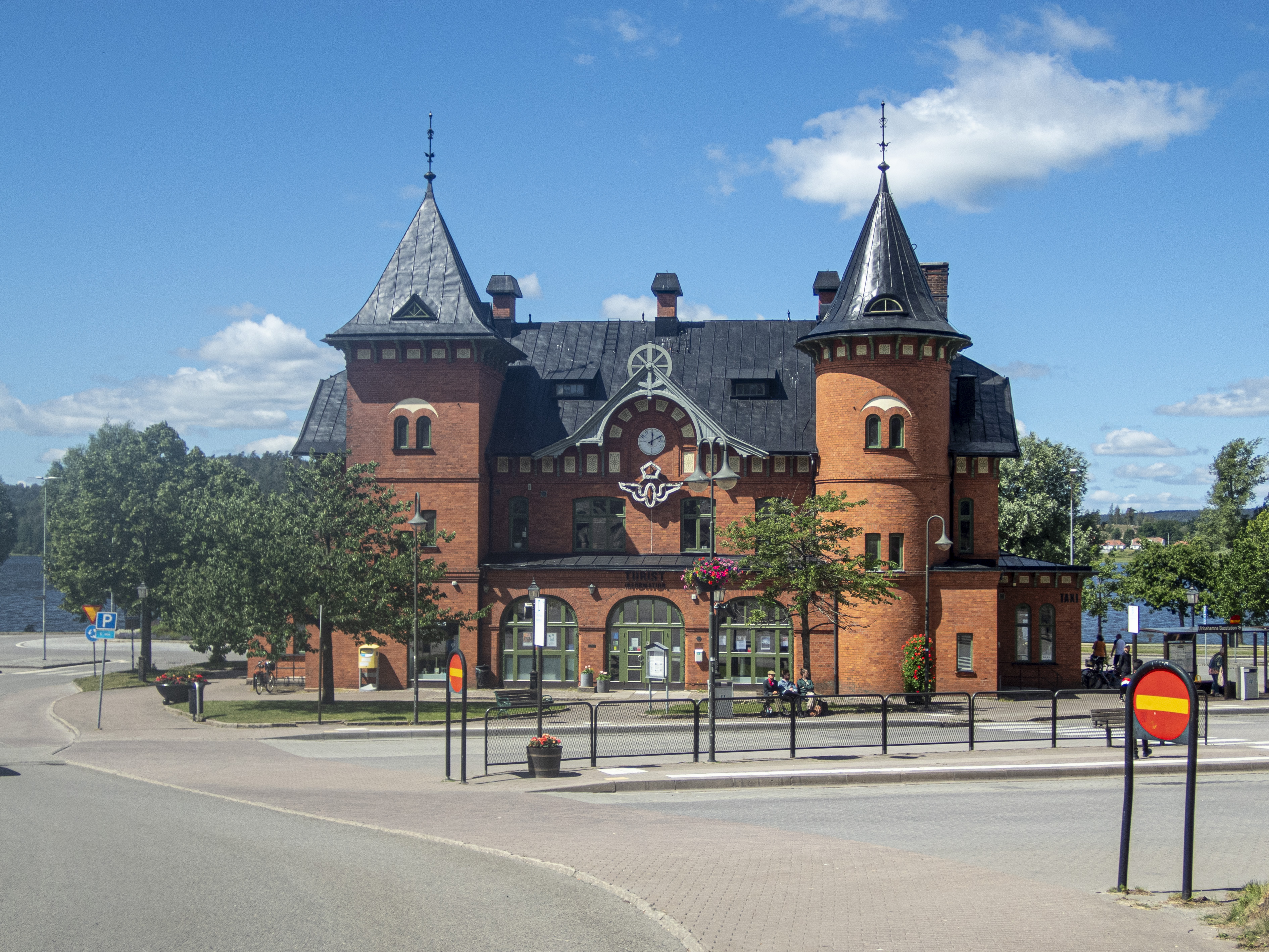
Залізнична станція
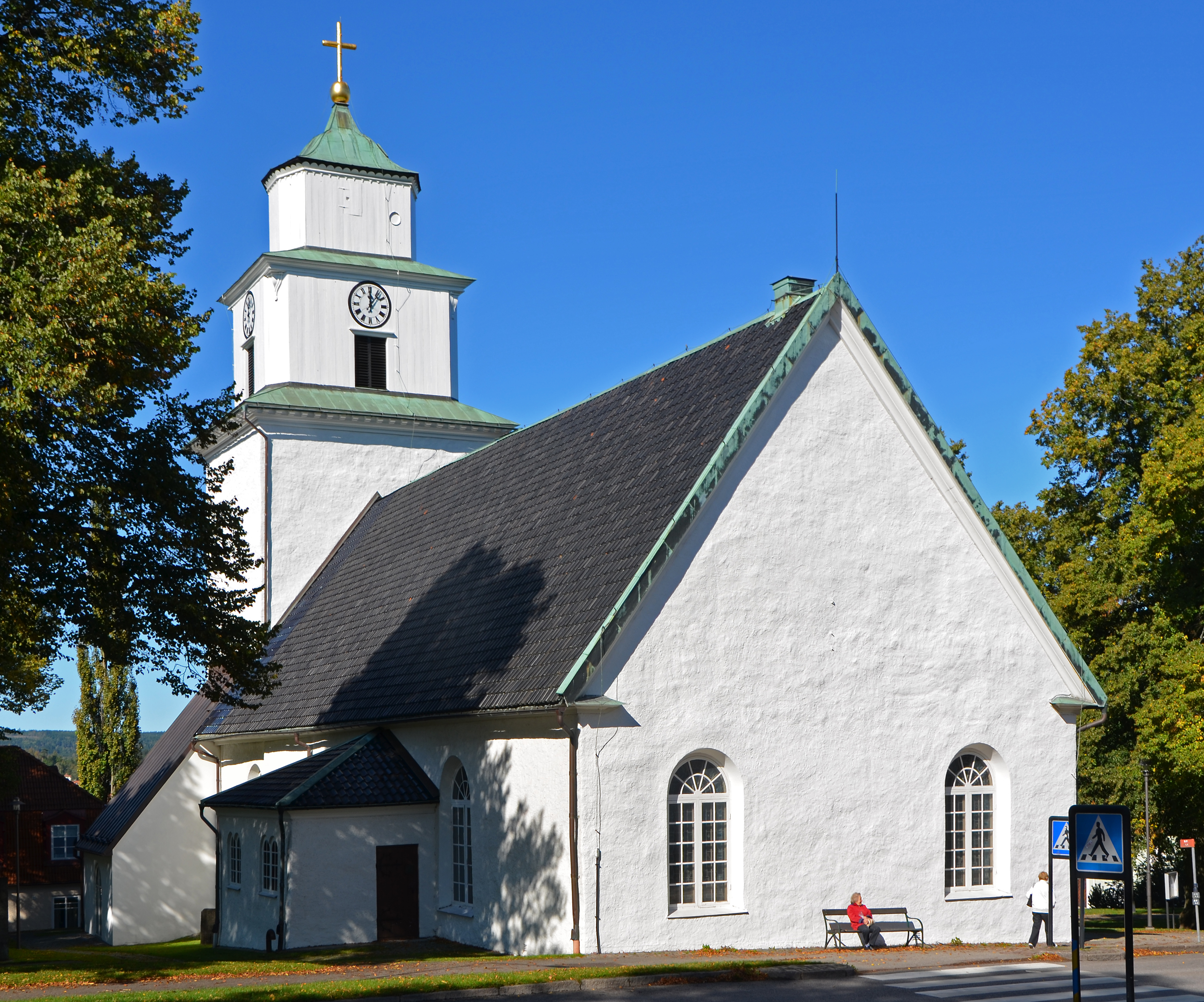
Церква
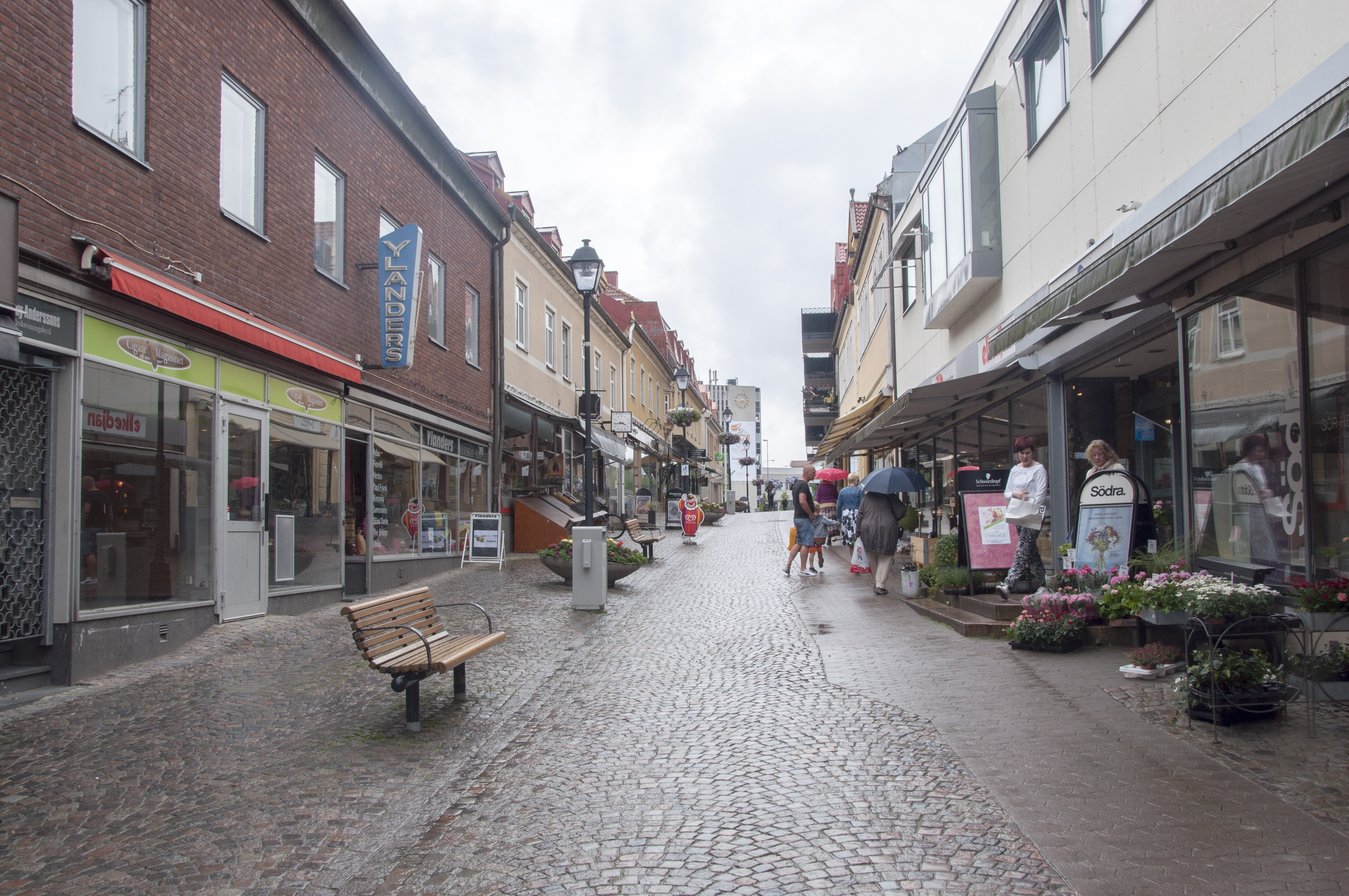
Вулиця Стургатан
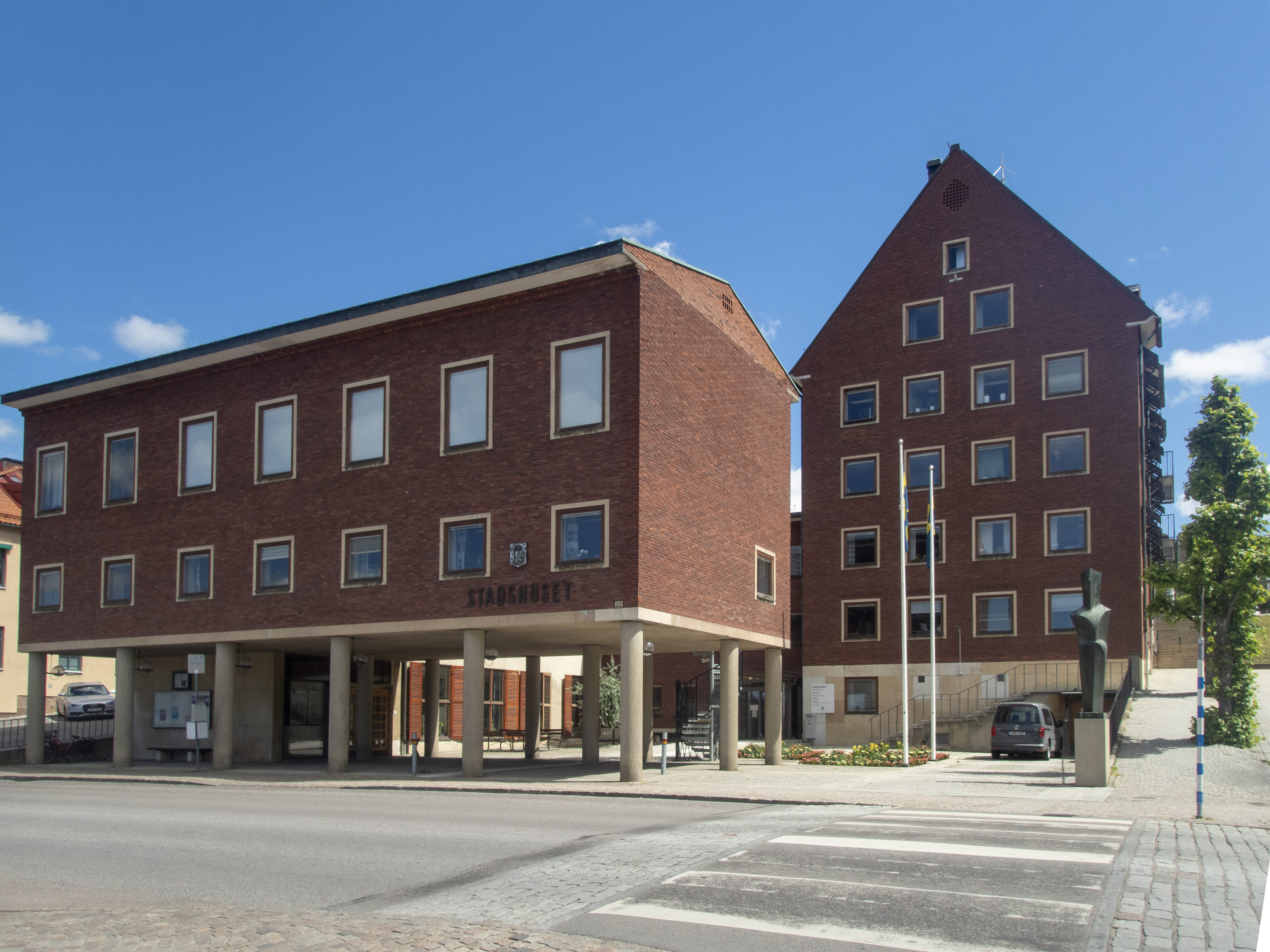
Управа комуни
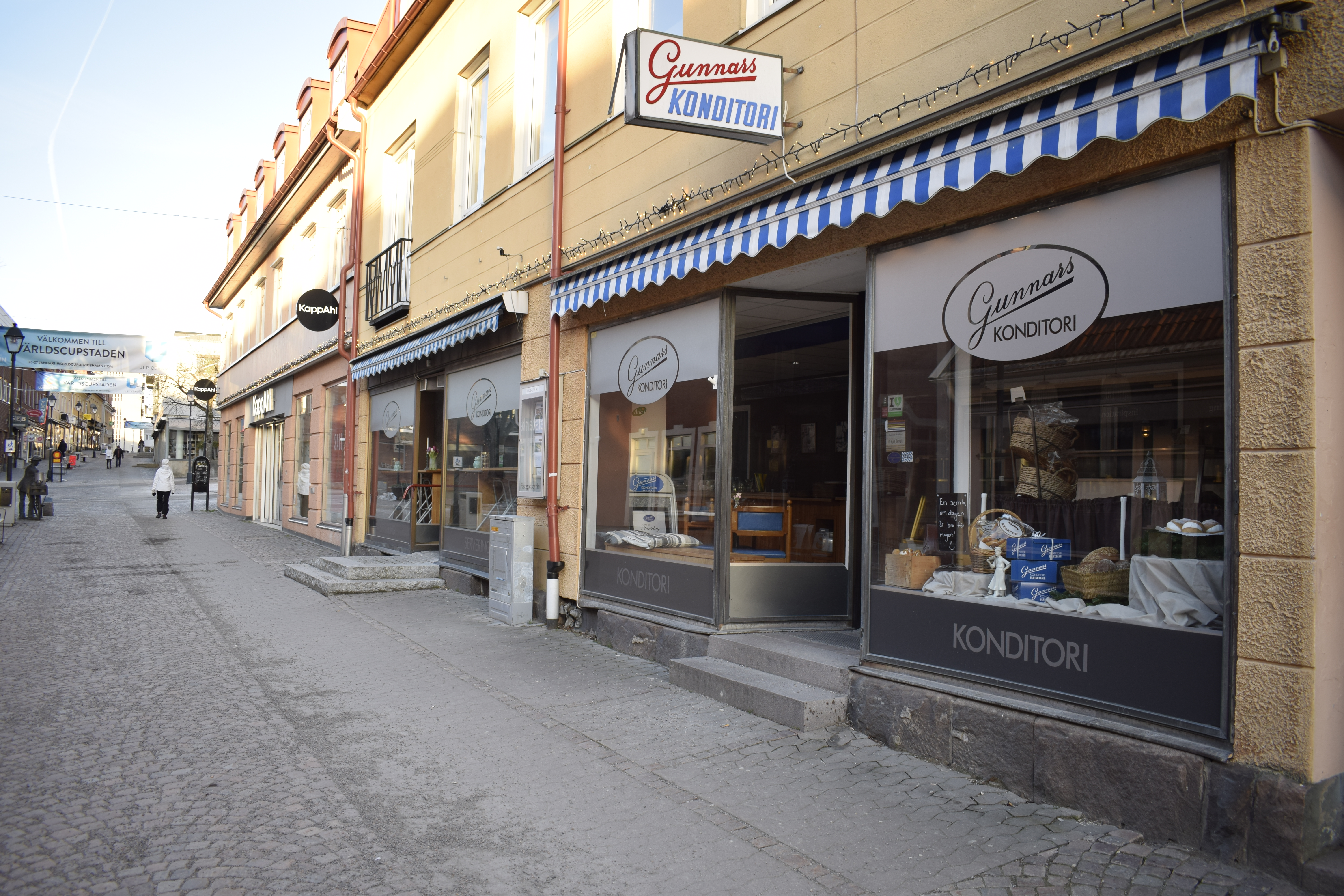
У центрі міста
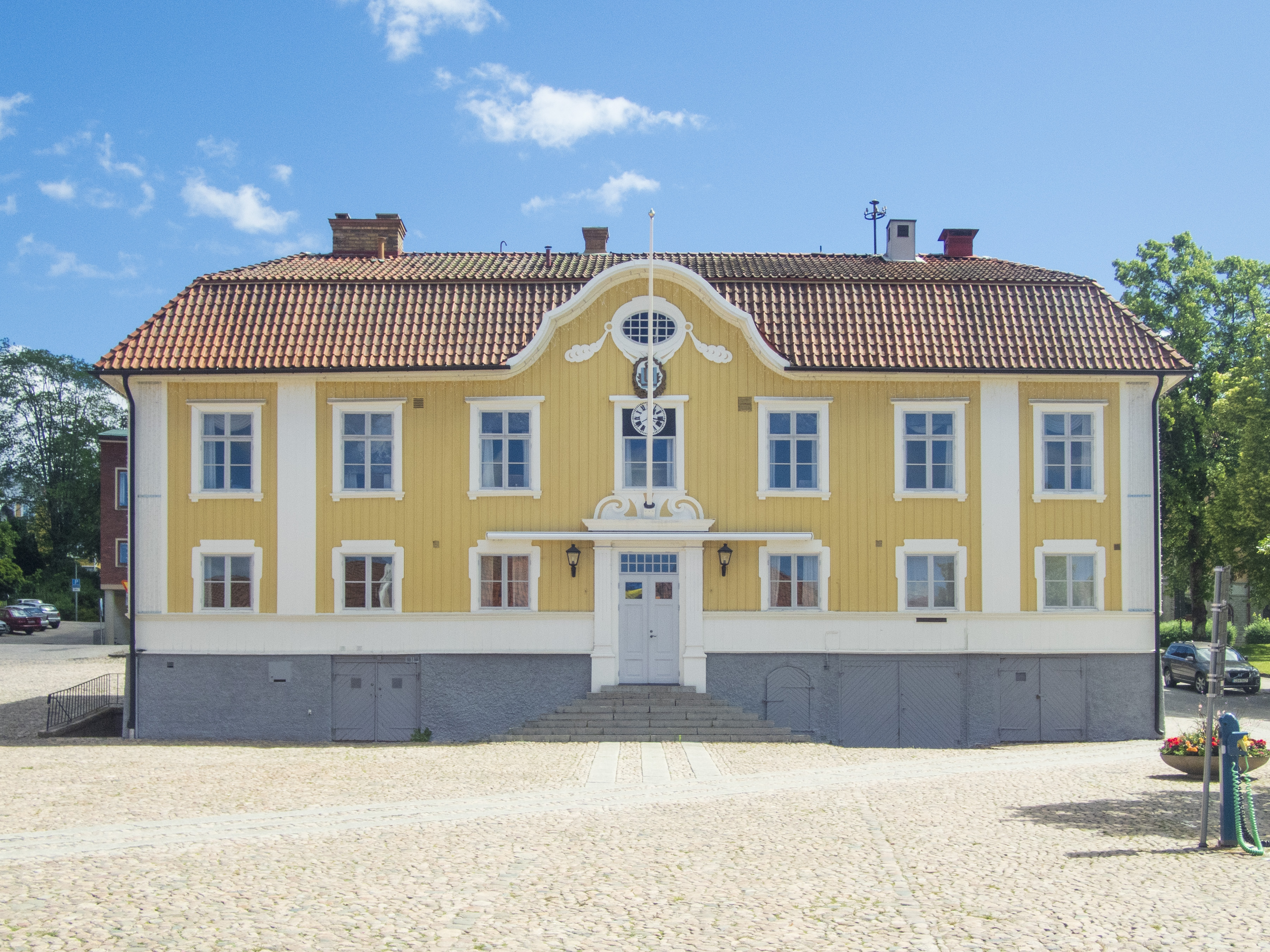
Ратуша

## Покликання
- Сайт комуни Ульрісегамн